# SmallSQL
SmallSQL é um banco de dados implementado utilizando apenas a linguagem de programação Java tendo como alvo aplicativos desktop desenvolvidos na mesma linguagem.